# Síakrobatika az 1992. évi téli olimpiai játékokon
Az 1992. évi téli olimpiai játékokon a síakrobatika versenyszámait Tignes-ben rendezték február 13-án. Összesen egy–egy férfi és női versenyszámban avattak olimpiai bajnokot, emellett két–két versenyszám bemutatóként szerepelt a programban. Az 1988-ban még bemutatóként szereplő sportág mogul versenyszáma először került a hivatalos programba.

## Éremtáblázat
(A rendező nemzet csapata eltérő háttérszínnel, az egyes számoszlopok legmagasabb értéke, vagy értékei vastagítással kiemelve.)
| Az 1992. évi téli olimpiai játékok éremtáblázata síakrobatikában | Az 1992. évi téli olimpiai játékok éremtáblázata síakrobatikában | Az 1992. évi téli olimpiai játékok éremtáblázata síakrobatikában | Az 1992. évi téli olimpiai játékok éremtáblázata síakrobatikában | Az 1992. évi téli olimpiai játékok éremtáblázata síakrobatikában | Olimpia  |
| ---------------------------------------------------------------- | ---------------------------------------------------------------- | ---------------------------------------------------------------- | ---------------------------------------------------------------- | ---------------------------------------------------------------- | -------- |
|                                                                  | Ország                                                           | Arany                                                            | Ezüst                                                            | Bronz                                                            | Összesen |
| 1.                                                               | Franciaország (FRA)                                              | 1                                                                | 1                                                                | 0                                                                | 2        |
| 2.                                                               | Egyesült Államok (USA)                                           | 1                                                                | 0                                                                | 1                                                                | 2        |
|                                                                  |                                                                  |                                                                  |                                                                  |                                                                  |          |
| 3.                                                               | Egyesített Csapat (EUN)                                          | 0                                                                | 1                                                                | 0                                                                | 1        |
|                                                                  |                                                                  |                                                                  |                                                                  |                                                                  |          |
| 4.                                                               | Norvégia (NOR)                                                   | 0                                                                | 0                                                                | 1                                                                | 1        |
|                                                                  |                                                                  |                                                                  |                                                                  |                                                                  |          |
| Összesen                                                         | Összesen                                                         | 2                                                                | 2                                                                | 2                                                                | 6        |

## Érmesek
| Az 1992. évi téli olimpiai játékok érmesei síakrobatikában |                                           |       |                                                    |       |                                            |       |
| Versenyszám                                                | Arany                                     | Arany | Ezüst                                              | Ezüst | Bronz                                      | Bronz |
| Férfi mogul                                                | Edgar Grospiron · Franciaország (FRA)     | 25,81 | Olivier Allamand · Franciaország (FRA)             | 24,87 | Nelson Carmichael · Egyesült Államok (USA) | 24,82 |
| Női mogul                                                  | Donna Weinbrecht · Egyesült Államok (USA) | 23,69 | Jelizaveta Kozsevnyikova · Egyesített Csapat (EUN) | 23,50 | Stine Lise Hattestad · Norvégia (NOR)      | 23,04 |

## Bemutatók

### Férfi ugrás
| Helyezés | Név                      | Pont   |
| -------- | ------------------------ | ------ |
| 1.       | Philippe LaRoche (CAN)   | 237,47 |
| 2.       | Nicolas Fontaine (CAN)   | 228,88 |
| 3.       | Difier Méda (FRA)        | 219,44 |
| 4.       | Jean-Marc Bacquin (FRA)  | 206,71 |
| 5.       | Kris Feddersen (USA)     | 201,74 |
| 6.       | Hugo Bonatti (AUT)       | 198,15 |
| 7.       | Trace Worthington (USA)  | 192,16 |
| 8.       | Alexander Stoegner (AUT) | 187,67 |

### Férfi ballet
| Helyezés | Név                       | Pont  |
| -------- | ------------------------- | ----- |
| 1.       | Fabrice Becker (FRA)      | 28,15 |
| 2.       | Rune Kristiansen (NOR)    | 28,00 |
| 3.       | Lane Spina (USA)          | 27,40 |
| 4.       | Richard Pierce (CAN)      | 27,30 |
| 5.       | Heini Baumgartner (SUI)   | 25,85 |
| 6.       | Armin Weiß (GER)          | 25,64 |
| 7.       | Roberto Franco (ITA)      | 25,50 |
| 8.       | Jeffrey Wintersteen (USA) | 24,80 |

### Női ugrás
| Helyezés | Név                     | Pont   |
| -------- | ----------------------- | ------ |
| 1.       | Collete Brand (SUI)     | 157,51 |
| 2.       | Marie Lindgren (SWE)    | 155,10 |
| 3.       | Elfie Simchen (GER)     | 153,94 |
| 4.       | Jilly Curry (GER)       | 151,13 |
| 5.       | Lina Cserjazova (EUN)   | 150,00 |
| 6.       | Hilde Synnøve Lid (NOR) | 144,65 |
| 7.       | Kristie Marshall (AUS)  | 139,55 |
| 8.       | Maja Schmid (SUI)       | 129,47 |

### Női ballet
| Helyezés | Név                    | Pont  |
| -------- | ---------------------- | ----- |
| 1.       | Conny Kissling (SUI)   | 25,30 |
| 2.       | Cathy Féchoz (FRA)     | 25,20 |
| 3.       | Sharon Petzold (USA)   | 24,10 |
| 4.       | Julia snell (GBR)      | 22,85 |
| 5.       | Annika Johansson (SWE) | 22,80 |
| 6.       | Ellen Breen (USA)      | 22,30 |
| 7.       | Maja Schmid (SUI)      | 21,60 |
| 8.       | Raquel Gutierrez (ESP) | 21,50 |